# Santa María de Poyos
Santa María de Poyos o, simplemente, Poyos es un pueblo abandonado español de la provincia de Guadalajara, hundido desde 1956 bajo las aguas del embalse de Buendía. Se encontraba en el actual término municipal de Sacedón.

## Historia
El pueblo desde 1956 quedó sumergido por el embalse de Buendía. La mayor parte de sus últimos habitantes fueron trasladados a la localidad vallisoletana de San Bernardo, en el municipio de Valbuena de Duero. Otra parte a la población conquense de Paredes de Melo, donde se les facilitó casa y tierras a la espera de las indemnizaciones por las expropiaciones de terrenos para el embalse. Su término municipal quedó integrado en 1967 al de Sacedón.

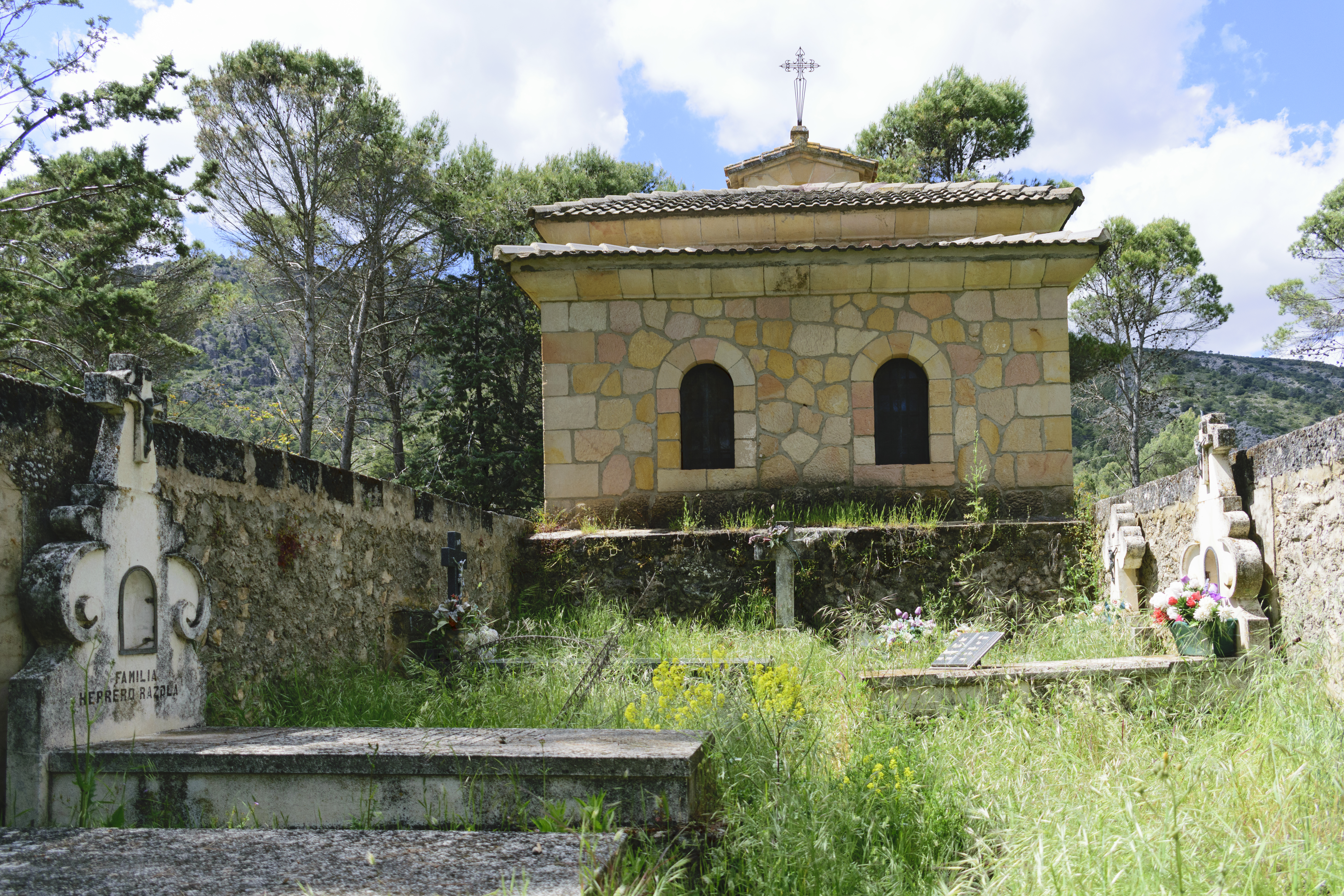
Camposanto adosado a la ermita de San Andrés

Al pie de la carretera que bordea el pantano está la pequeña ermita de San Andrés, cerca de donde se hallaba el pueblo.

## Demografía
| Gráfica de evolución demográfica de Poyos entre 1842 y 1950 |
| |
| Población de derecho según los censos de población del INE Población de hecho según los censos de población del INEEntre el censo de 1960 y el anterior, este municipio desaparece porque se integra en el municipio Sacedón |

Se estima que en el momento de la construcción del embalse vivían en el pueblo 110 familias, que fueron realojadas en las localidades de:
- San Bernardo (Valbuena de Duero, Valladolid), 50 familias.
- Paredes (Cuenca), 50 familias.
- Guma (La Vid y Barrios, Burgos), 5 familias.
- Cascón de la Nava (Villaumbrales, provincia de Palencia), 5 familias.

## Festividades
Cada cuarto domingo de septiembre se celebra una romería en honor a la Virgen de la Soterránea junto a la ermita de San Andrés, donde se reúnen los hijos del pueblo. El 22 de septiembre de 2012 se conmemoró el 60 aniversario de la desaparición del pueblo con la asistencia de más de 600 personas.